# Edward Winter
Edward Winter (1955), es un periodista, archivero, historiador, coleccionista y escritor de ajedrez británico.

## Biografía
Escribe regularmente artículos sobre ajedrez, a los que denomina Chess Notes (Notas de ajedrez), que son muy conocidos y gozan de amplia difusión. Es también columnista para ChessBase. Las Chess Notes comenzaron como artículos bimensuales, y fueron descritas por su autor en el primer artículo (enero-febrero de 1982), como «un foro de aficionados para discutir cualquier cuestión sobre el Pasatiempo Real». A finales de 1989, los artículos dejaron de publicarse. En 1993, Winter reanudó la publicación, esta vez en formato de columna sindicada, en varias lenguas en todo el mundo. Entre 1998 y 2001 publicó exclusivamente en New in Chess. Posteriormente, publicó en internet en el sitio web Chess Café. Desde septiembre de 2004, las Chess Notes se publican en el sitio web Chess History Center. Desde 1996, varias colecciones de Chess Notes se han publicado en forma de libros.
Yasser Seirawan sitúa a Winter como «la principal autoridad del mundo sobre ajedrez en su rica historia». William Hartston observó de él: «es probable que sea el investigador y escritor de ajedrez más minucioso y diligente del mundo .... Winter tiene un brillante estilo mordaz, siempre por la noble causa de la precisión, dando a sus escritos una cualidad maravillosamente entretenida y aleccionadora». Sobre él, Hans Ree ha escrito: «Winter es un ecuánime pero implacable supervisor de la literatura de ajedrez. Todos los escritores de ajedrez en inglés saben perfectamente que si cometen un error en una fecha, pasan por alto un mate en el análisis de una partida, o cometen un pecado contra la corrección del inglés, serán castigados por Winter, cuyos ojos todo lo ven».

## Libros publicados
- Chess Facts and Fables (2006) ISBN 0-7864-2310-2
- A Chess Omnibus (2003) ISBN 1-888690-17-8
- Kings, Commoners and Knaves: Further Chess Explorations (1999) ISBN 1-888690-04-6
- Chess Explorations (1996) ISBN 1-85744-171-0
- CAPABLANCA A Compendium of Games, Notes, Articles, Correspondence, Illustrations and Other Rare Archival Materials on the Cuban Chess Genius José Raúl Capablanca, 1888-1942 (1989) ISBN 0-89950-455-8
- World Chess Champions (1981) ISBN 0-08-024094-1